# Teateråret 2004

## Händelser

### Januari
- 15 januari – Anders Franzén blir ny chef och VD för Stockholmsoperan.[1]

### Okänt datum
- Ulf Larsson startar Nya Casinoteatern i Stockholm
- Operan säljer Vasateatern

## Priser och utmärkelser
- O'Neill-stipendiet tilldelas Irene Lindh
- Thaliapriset tilldelas koreografen Birgitta Egerbladh
- Cullbergstipendiet tilldelas dansaren Jens Östberg
- Svenska Akademiens teaterpris tilldelas Ingvar Hirdwall
- Lil Terselius tilldelas den kungliga medaljen Litteris et Artibus för framstående insatser som skådespelare.
- Kjell Ingebretsen tilldelas den kungliga medaljen Litteris et Artibus för framstående konstnärliga insatser som dirigent och operaledare

### Guldmasken
| Kvinnlig huvudroll:             | Eva Rydberg                 | Mölle by the sea                                  |
| Manlig huvudroll:               | Rennie Mirro                | Grease på Göta Lejon                              |
| Kvinnlig biroll:                | Malena Laszlo               | Grease på Göta Lejon                              |
| Manlig biroll:                  | Björn Gustafson             | Fångad på nätet på Oscarsteatern                  |
| Kvinnlig huvudroll i talpjäs:   | Sofie Lindberg              | Kuta och kör, Helsingborg                         |
| Manlig huvudroll i talpjäs:     | Robert Gustafsson           | Fångad på nätet på Oscarsteatern                  |
| Kvinnlig biroll i talpjäs:      | se ovan                     |                                                   |
| Manlig biroll i talpjäs:        | se ovan                     |                                                   |
| Regi:                           | Krister Claesson            | Stulen kärlek                                     |
| Koreografi:                     | Roine Söderlundh            | Grease på Göta Lejon och Lill-Babs' Jubileumsshow |
| Scenografi:                     | Ingemar Wiberg              | Mölle by the sea och Fångad på nätet              |
| Kostym:                         | Christer Lindarw            | La Dolce Vita                                     |
| Barn- och Familjeföreställning: | kategorin fanns ej år 2004  |                                                   |
| Föreställning:                  | Grease                      |                                                   |
| Bäste artist:                   | Björn Skifs                 | Björn Skifs Show                                  |
| Teaterchefernas pris:           |                             |                                                   |
| Juryns specialpris:             | Cabaret Lorensberg          | på Lorensbergsteatern                             |
| Privatteatrarnas pris:          | Barbro "Lill-Babs" Svensson |                                                   |

Se vidare Vinnare och nomineringar

## Årets uppsättningar

### Januari
- 16 januari – Dramatiseringen av Selma Lagerlöfs Körlkarlen, i regi av Richard Günther, har premiär på Teater Galeasen i Stockholm [1].
- 30 januari – Klas Abrahamssons Malmöiter, i regi av Alask Moe, har premiär på Malmö dramatiska teater [1].

### Mars
- 12 mars – Två Hamletföreställningar har premiär samma kväll i Sverige, i Stockholm och Uppsala [1].

### April
- 17 april – Dramaten i Stockholm firar Harry Martinson 10 år med pjäsen Tre knivar från Wei [1].

### November
- 2 november – Premiär för TV-pjäsen Att sörja Linnea med Per Oscarsson och Malena Engström. [2]

### December
- December – Pjäsen Efter Fredrik har på världs-AIDS-dagen urprmeiär på Ateleriteatern i Göteborg [3].

### Okänt datum
- Bamse, världens starkaste och snällaste björn i Gunnebo sommarspel

## Avlidna
- 30 juli – Viveca Bandler, finlandssvensk teaterregissör
- 11 september – Fred Ebb, amerikansk musikaltextskrivare
- 14 september – Ove Sprogøe, dansk skådespelare
- 28 november – Marianne Nielsen, svensk skådespelerska.

### Fotnoter
1. 1 2 3 4 5   När Var Hur 2005. DN
2. ↑  ”Svensk mediedatabas”. http://smdb.kb.se/catalog/search?q=%22Att+s%C3%B6rja+Linnea%22+typ%3Atv&sort=OLDEST. Läst 6 april 2011.
3. ↑   När Var Hur 2008. DN